# Лантаноїдне стиснення
Лантаноїдне стиснення — хімічний термін, що використовується для опису явища зменшення атомних чи йонних радіусів хімічних елементів, що входять в групу лантаноїдів (атомні номери від 58 до 71). Лантаноїдне стиснення призводить до менших, у порівнянні з очікуваними, величинам атомних чи іонних радіусів елементів, починаючи з 72 (гафній). Цей термін ввів у вживання норвезький геохімік Віктор Моріц Гольдшмідт у своїй відомій серії робіт «Геохімічні закони розподілу елементів» («Geochemische Verteilungsgesetze Der Elemente»). Аналогічне явище також існує для актиноїдів та називається Актиноїдне стиснення.

## Причини
| Елемент                       | Ce        | Pr     | Nd     | Pm     | Sm     | Eu     | Gd        | Tb     | Dy      | Ho      | Er      | Tm      | Yb      | Lu         |
| ----------------------------- | --------- | ------ | ------ | ------ | ------ | ------ | --------- | ------ | ------- | ------- | ------- | ------- | ------- | ---------- |
| Електронна конфігурація атома | 4f15d16s2 | 4f36s2 | 4f46s2 | 4f56s2 | 4f66s2 | 4f76s2 | 4f75d16s2 | 4f96s2 | 4f106s2 | 4f116s2 | 4f126s2 | 4f136s2 | 4f146s2 | 4f145d16s2 |
| Ln3+ електронна конфігурація  | 4f1       | 4f2    | 4f3    | 4f4    | 4f5    | 4f6    | 4f7       | 4f8    | 4f9     | 4f10    | 4f11    | 4f12    | 4f13    | 4f14       |
| Ln3+ радіус (КЧ рівне 6), пм  | 102       | 99     | 98,3   | 97     | 95,8   | 94,7   | 93,8      | 92,3   | 91,2    | 90,1    | 89      | 88      | 86,8    | 86,1       |

### Електронні орбіталі
Причиною лантаноїдного стиснення є властивості електронів 4f-орбіталі: f-орбіталь у своїй формі на відміну від s- p- та d-орбіталей велика та дифузна, тобто електрони на ній сильніше делокалізовані. Це приводить до того, що заряд ядра, який збільшується у групі від лантану до лютецію екранований гірше. Така делокалізація посилює притягання до зовнішніх електронів на 5s- та 5p енергетичних рівнях.

### Релятивістські ефекти
Релятивістські ефекти відіграють важливу роль для важких елементів, також і для лантаноїдів. Їх частка у лантаноїдному стисненні складає бл. 10%. Так електрони, що знаходяться ближче до ядра атома, наприклад на орбіталі 1s, мають більшу швидкість, що приводить до збільшення їх маси, та зменшення самої орбіталі. Таким чином досягається більше екранування 4f орбіталі, та її дестабілізація. З цієї причина екранування 4f орбіталлю заряду ядра атома відбувається ще гірше, і як наслідок — додаткове скорочення радіусів 5s- та 5p енергетичних орбіталей.